# William Palacio
William de Jesús Palacio Navarro (27 maart 1965) is een voormalig Colombiaans wielrenner.

## Levensloop en carrière
Palacio werd prof in 1986. Hij behaalde slechts 1 professionele overwinning in zijn carrière, die tot 1992 duurde: een rit in de Dauphiné Libéré in 1992. Hij behaalde enkele ereplaatsen, zoals een tweede plaats in het jongerenklassement in de Ronde van Frankrijk 1989.

## Belangrijkste overwinningen
1990
Eindklassement Ronde van Valle del Cauca
1992
7e etappe Critérium du Dauphiné

## Resultaten in voornaamste wedstrijden
| Jaar | Ronde van Italië | Ronde van Frankrijk | Ronde van Spanje |
| ---- | ---------------- | ------------------- | ---------------- |
| 1988 | opgave           |                     | 12e              |
| 1989 |                  | 25e                 | 30e              |
| 1990 |                  | 16e                 | 39e              |
| 1991 |                  |                     | 69e              |
| 1992 |                  | opgave              | 17e              |